# Mitsui
Mitsui Group (三井グループ, Mitsui Gurūpu) est l'un des plus grands keiretsu (系列) du Japon avec un revenu annuel d'environ 41 milliards d'euros (5500 milliards de yens) en 2014.

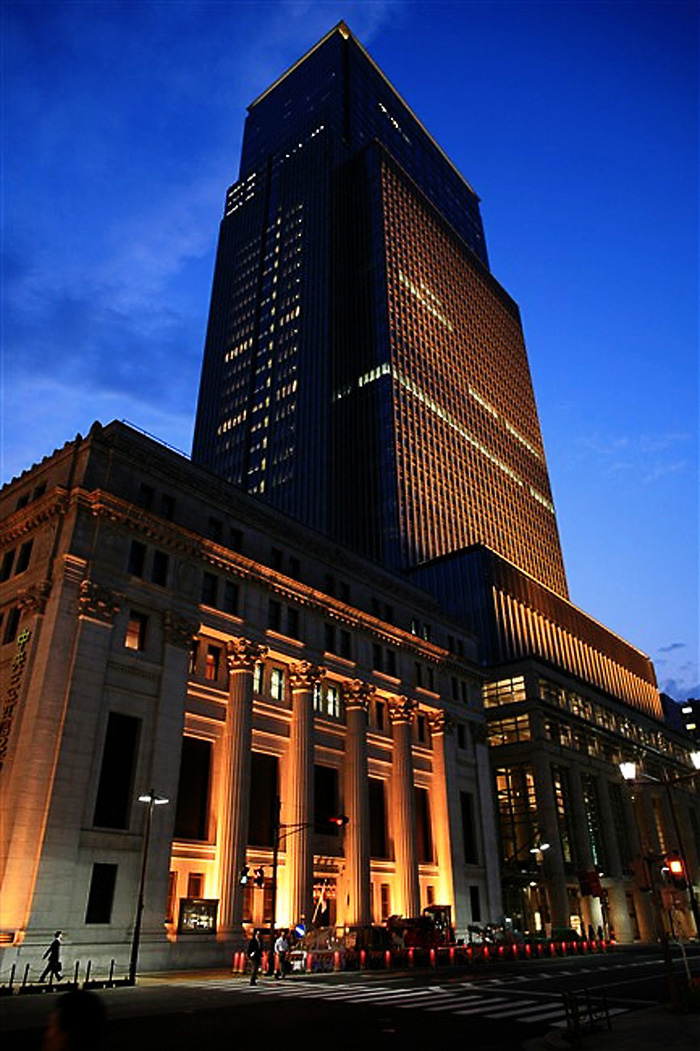
Nihonbashi Mitsui Tower à Nihonbashi (Tōkyō)

Les principales compagnies du keiretsu sont : Mitsui & Co. (sōgō shōsha), Sumitomo Mitsui Banking Corporation, Sapporo Breweries, Toray Industries, Mitsui Chemicals, Isetan Mitsukoshi Holdings, Sumitomo Mitsui Trust Holdings, Mitsui O.S.K. Lines, Mitsui Engineering and Shipbuilding et Mitsui Fudosan.

## Histoire
L'entreprise est fondée par Mitsui Takatoshi et son siège est aujourd'hui situé à Tokyo dans le quartier de Shinjuku, tous les bureaux étant situés dans le Mitsui Building.
Mitsui crée la première banque privée du Japon le 1er juillet 1876. Elle changera de noms a plusieurs reprises (banque Teikoku en 1943, de nouveau banque Mitsui en 1954, banque Mitsui Taiyo Kobe en 1990, banque Sakura en 1992), avant de fusionner avec la banque du conglomérat concurrent Sumitomo pour devenir le groupe Sumitomo Mitsui Banking Corporation ou SMBC en 2001, gérée par la holding Sumitomo Mitsui Financial Group créée en 2002.
Le 5 mars 1932, son directeur général, Takuma Dan est assassiné par Hishinuma Goro, un nationaliste de droite, lors de l'incident de la Ligue du sang.
Pendant les guerres menées par le Japon en Asie, l'entreprise, en symbiose avec l'Armée impériale japonaise, s'occupe du commerce entre le Japon, la Chine et le Manchoukouo, et en particulier de l'importation de l'opium persan, participant ainsi à l'intoxication massive du continent chinois.
En 2002 Mitsui a regroupé ses activités bancaires et d'assurance avec celles du groupe Sumitomo pour former la Sumitomo Mitsui Banking Corporation, deuxième conglomérat financier (Keiretsu) du Japon.

## Domaines d'activités
Le groupe Mitsui regroupe ses activités dans sept grands domaines:
- ressources minerales et minières
- énergie
- équipements et infrastructures
- chimie
- sidérurgie et métallurgie
- consommation, logement, loisirs
- innovation et développement

Les activités d'équipement et d'infrastructure comprennent entre autres la conception, la construction et l'exploitation de matériels de transport ferrovaire et maritime, ainsi que des activités spatiales.
Mitsui est également active sur plusieurs continents dans le leasing de matériel ferroviaire sous le nom de Mitsui Rail Capital. Mitsui a également participé à la production de films, dont Solar Crisis.
Mitsui a aussi une activité de construction et d'architecture sous le nom de Mitsui Construction, société qui a par exemple conçu l'Aoyama Park Tower à Tokyo.